# Río Saskatchewan
El río Saskatchewan (del inglés: Saskatchewan River), en cree: kisiskāciwani-sīpiy, en francés: Rivière Saskatchewan, en español: Río de curso veloz,  es uno de los principales ríos de Canadá, uno de los grandes tributarios del río Nelson que discurre hacia el este a través de las provincias de Saskatchewan y Manitoba para desembocar en el lago Cedar. Junto con sus dos largas fuentes, el Saskatchewan del Norte y el Saskatchewan del Sur, su cuenca comprende la mayor parte de la región central de las praderas canadienses, prolongándose hacia el oeste hasta las Montañas Rocosas canadienses, en la provincia de Alberta y el norte del estado de Montana en los Estados Unidos. El Saskatchewan, como tal, tiene solamente 550 km de longitud, pero si se considera su fuente más lejana, el sistema Saskatchewan—Saskatchewan del Sur—Bow, alcanza los 1939 km.

## Descripción

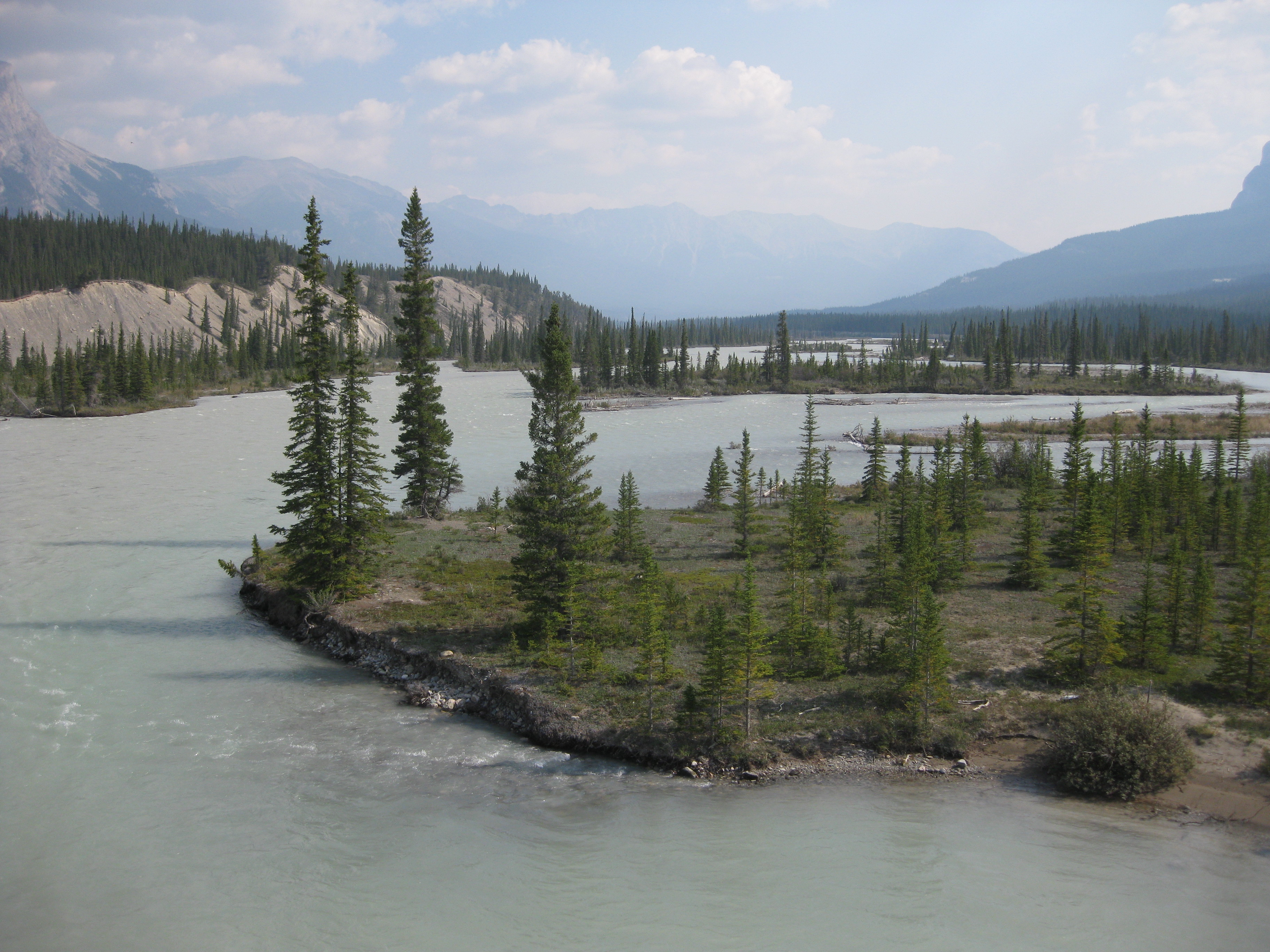
Horcas de los ríos Saskatchewan, Mistaya y Howse.

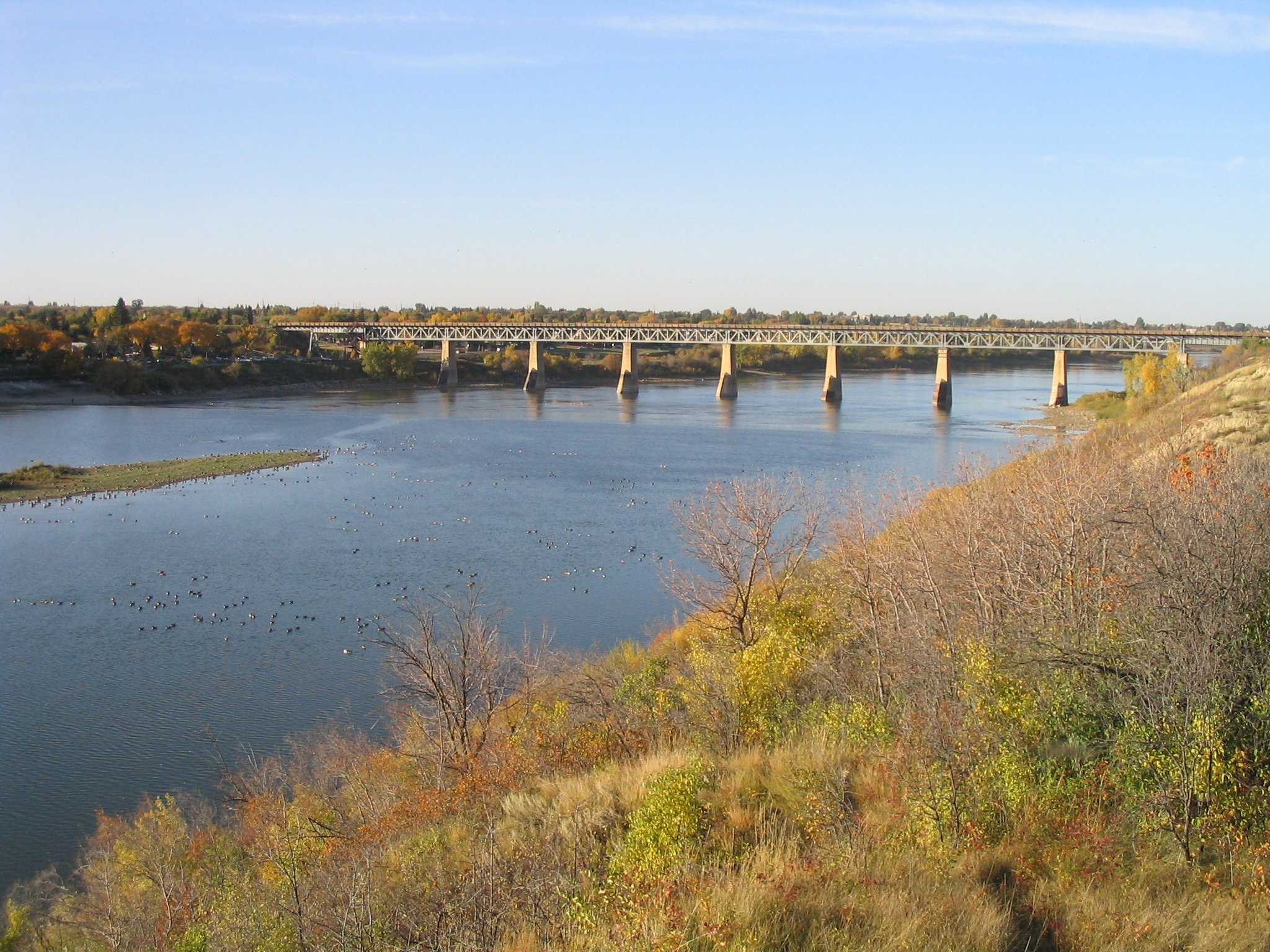
Puente ferroviario en Saskatoon.

El río Saskatchewan se forma en la zona central de la provincia de Saskatchewan, aproximadamente a unos 40 kilómetros al este de Prince Albert, por la confluencia de sus dos ramales principales, el Saskatchewan del Norte y el Saskatchewan del Sur, en el lugar conocido como Saskatchewan River Forks. Las fuentes de ambos ríos provienen de los glaciares de las Montañas Rocosas canadienses en Alberta.
La corriente combinada fluye en dirección estenordeste hacia el lago Codette, un embalse artificila formado por la presa de Nipawin y hacia el lago Tobin, otro embalse formado por la presa E.B. Campbell. Luego el río continua hacia el noreste sobre el escudo Canadiense, ya fuera del borde de las faldas de las Grandes Llanuras, atravesando una región de pantanos. En este tramo recibe a dos de sus principales afluentes que legan del noroeste, el río Torch y el río Mossy. Por la parte norte de los pantanos fluye hacia el este, enroscándose alrededor de una serie de pequeños lagos hacia el oeste central de Manitoba hasta El Pas, donde se le une por el suroeste el río Carrot. Al sureste de El Pas, forma varios arroyos en un delta al lado noroeste del lago Cedar, dejando el lago por su extremo sureste y fluyendo aproximadamente 5 km hasta el lago Winnipeg, entrando en la orilla norte de Long Point.
El nombre del río, así como el de la provincia, deriva de kisiskāciwani-sīpiy, que, en idioma cree, significa «río de curso veloz».
En el río se han construido varias centrales hidroeléctricas, en Nipawin, E.B. Campbell (antes Squaw Rapids, en Saskatchewan) y en Grand Rapids (Manitoba).

## Historia
El río Saskatchewan y sus dos afluentes principales fueron una importante  ruta de transporte durante los periodos anteriores al contacto, el comercio de pieles y los primeros asentamientos en el Oeste de Canadá. Las Primeras Naciones que habitaron la región, en un momento u otro, fueron las tribus atsina, cree, saulteaux, pies negros, assiniboine y sioux.
Henry Kelsey, comerciante de pieles británico, fue el primer occidental del que se tien constancia que penetró en la zona en la década de 1690 en una campaña de exploración con los cree, al servicio de la Compañía de la Bahía de Hudson. En 1753, Louis de la Corne, Chevalier de la Corne estableció el puesto comercial más al oste del imperio francés en América (ver Nueva Francia), justo al este de las Horcas del río Saskatchewan, en Fort de la Corne. Además, la Compañía de la Bahía de Hudson y la Compañía del Noroeste tuvieron numerosos puestos de piel en el río y sus dos ramales, desde finales del siglo XVIII hasta finales del siglo XIX. Las canoas y las embarcaciones del tipo York fueron el principal medio de transporte durante el período de comercio de pieles.
Los primeros asentamientos en Saskatchewan y Alberta, en general, se establecieron alrededor de los estos ríos, como Fort Edmonton (hoy Edmonton, Alberta), Fort Battleford (Battleford, Saskatchewan), Prince Albert (Saskatchewan) y Cumberland House, Saskatchewan. A mediados del siglo XIX, algunos asentamientos métis adquirieron importancia en ciertos tramos, especialmente Southbranch Settlement, Prince Albert y St. Albert (Alberta).
Las embarcaciones fluviales se introdujeron en el río Rojo del Norte en el siglo XIX y siguieron siendo un importante medio de transporte hasta la década de 1890, cuando llegó el ferrocarril a la zona.